# Exarcheia
Exarcheia (Grieks: Εξάρχεια) is een gemeenschap in het centrum van Athene, Griekenland. Exarcheia ontleent zijn naam aan een 19e-eeuwse zakenman genaamd Exarchos (Grieks: Έξαρχος) die daar een grote winkel opende. Exarcheia grenst aan de oostkant aan Kolonaki en wordt omlijst door Patission Street, Panepistimiou Street en Alexandras Avenue. Exarcheia staat bekend als het historische hart van het radicale politieke en intellectuele activisme in Athene.  Exarcheia wordt vaak beschouwd als de anarchistische wijk van Athene, bekend om zijn radicale democratie.